# ساج ستالون
ساج ستالون (بالإنجليزية: Sage Stallone)‏ هو منتج أفلام وملحن وكاتب سيناريو ومخرج وممثل أمريكي، ولد في 5 مايو 1976 بلوس أنجلوس في الولايات المتحدة، وتوفي في 13 يوليو 2012 في الولايات المتحدة بسبب نوبة قلبية. بدأ مشواره المهني سنة 1990.

## أعمال

### أفلام
- (1990) روكي 5[5][6][7]
- (1996) دايلايت[8]
- (2005) الفوضى

## وصلات خارجية
- ساج ستالون على موقع IMDb (الإنجليزية)
- ساج ستالون على موقع روتن توميتوز (الإنجليزية)
- ساج ستالون على موقع ألو سيني (الفرنسية)
- ساج ستالون على موقع أول موفي (الإنجليزية)
- ساج ستالون على موقع قاعدة بيانات الأفلام السويدية (السويدية)
- ساج ستالون على موقع إن إن دي بي (الإنجليزية)
- ساج ستالون على موقع قاعدة بيانات الفيلم (الإنجليزية)
- ساج ستالون على موقع كينوبويسك (الروسية)